# Lucas Boyé
Lucas Ariel Boyé (* 28. Februar 1996 in San Gregorio) ist ein argentinischer Fußballspieler.

## Karriere

### Verein
Boyé startete seine Karriere in der Jugend von River Plate, wo er ab der Saison 2014/15 in den Kader der ersten Mannschaft vorrückte. Im September 2015 verliehen ihn diese dann an die Newell’s Old Boys, wo er bis Sommer 2016 verblieb. Danach wechselte er ablösefrei auf den europäischen Kontinent nach Italien zum FC Turin. Hier wurde er auch gleich in seiner ersten Spielzeit regelmäßig eingesetzt. Zur Rückrunde 2017/18 wurde er an Celta Vigo nach Spanien ausgeliehen. Als Nächstes ging es für die Runde 2018/19 per Leihe weiter zum griechischen Klub AEK Athen sowie zur Saison 2019/20 zum FC Reading nach England. Anschließend kehrte er für eine weitere Leihe zur Saison 2020/21 nach Spanien zurück, wo er diesmal für den FC Elche auflief. Dorthin wechselte er zur Spielzeit 2021/22 auch schließlich fest für eine Ablöse von 3 Mio. €. Im Sommer 2023 wechselte er zum FC Granada.

### Nationalmannschaft
Sein Debüt in der Argentinischen Nationalmannschaft hatte er am 25. März 2022 bei einem 3:0-Sieg über Venezuela während der Qualifikation für die Weltmeisterschaft 2022. Hier wurde er in der 88. Minute für Nicolás González eingewechselt.

## Erfolge
River Plate
- Copa Sudamericana: 2014
- Copa Libertadores: 2015